# 萊卡 (犬種)
萊卡指俄羅斯北部和西伯利亞的一種獵犬。

## 術語
Cynologique Internationale以三種標準品種的名稱使用Laika這個名詞：俄羅斯歐洲萊卡（FCI標準304號）、西伯利亞萊卡（FCI 306）和東西伯利亞萊卡（FCI 305），它們從俄羅斯北部和西伯利亞的原住民犬中培育出來。
未列入FCI命名法的Karelo-Finnish Laika也是俄羅斯犬種，1936年在列寧格勒發布了第一個標準。它是芬兰狐狸犬的近親，因為這兩個品種均來自類似的本地犬種群。
俄語單詞萊卡（Laika、лайка）來自動詞樹皮（layat'、лаять），字面意思為剝皮，被用於俄羅斯的犬學（但有時英語也一樣），傳統上由俄羅斯北部和鄰近地區人民保存的所有獵犬種群，包括英語中稱為Laikas的三個或四個品種、FCI與他們一起歸類為北歐獵犬（FCI分類第5組第2部分）的其他標準品種。
挪威麋鹿獵犬（FCI 242和268）不僅在俄羅斯文學中被稱為挪威麋鹿萊卡（норвежскаялосинаялайка），芬兰狐狸犬（FCI 49）被稱為芬蘭鳥萊卡（финскаяптичьялайка），還被FCI分類為北歐雪橇狗的苔原帶相關雪橇犬種，西伯利亞哈士奇可能偶爾被稱為雅庫特萊卡犬（якутскаялайка），而薩摩耶則被稱為薩摩耶萊卡（Самоедскаялайка）。